# Rune Andersson (trubadur)
Gustaf Rune Andersson, född 20 april 1936 i Vånga församling i dåvarande Kristianstads län, är en svensk trubadur och konstnär, han har även utgett ett antal diktsamlingar.
Rune Andersson är förmodligen den ende svensk som har tonsatt en statlig utredning. Ämnet var handikapp och Rune Andersson gav ut en LP-skiva med texter från utredningen. Andersson tillhörde 1960-talets visvåg och medverkade under 1960- och 1970-talen ofta tillsammans med trubadurerna Bengt Sändh och Finn Zetterholm. Han spelade också den enögde Mattisrövaren Turre i Astrid Lindgrens film Ronja Rövardotter samt trubaduren på Värdshuset Guldtuppen i filmen Bröderna Lejonhjärta.
Han var gift första gången 1967 till 1976 med psykologen och författaren Binnie Kristal-Andersson (född 1941), med vilken han har två söner: författaren Jason Andersson (född 1968) och teaterchefen Danjel Andersson (född 1970). Andra gången var han gift 1977 till 1979 med skådespelaren Lena Nyman (1944–2011). Han var sedan sambo med sångerskan Ann-Kristin Hedmark (född 1949). År 1985 gifte han sig med sin nuvarande och tredje hustru, Anna Maria Nilsson (född 1947).

## Diskografi
- 1966 – Det vinglar minnen (Sonet)
- 1968 – Charlie och hundarna (Sonet)
- 1970 – Anderson Road (Sonet)
- 1972 – Fröken Petterssons privatliv (Odeon)
- 1972 – Swänska supvisor (med Bengt Sändh) (Sonet)
- 1974 – Var mig nära. Kärleksvisor på svenska (med Lena Nyman) (YTF)
- 1975 – Svenska Folkets Supvisor (med Bengt Sändh) (YTF)
- 1975 – Var gör du då, så lång dagen är (YTF)
- 1977 – En refrängsångares själsliv (YTF)
- 1979 – Måsarna i Geelong (Bastun)
- 1980 – Ringen av regn (med Ann-Kristin Hedmark) (Bastun)
- 1981 – Rune Andersson & Finn Zetterholm sjunger om berusning : sånger om droger (Sonet)
- 1984 – Benny trivs (med Finn Zetterholm) (Sonet)
- 1992 – Babylons trädgårdar (Sound of Music)
- 1999 – Sången om Los Angeles (UFO)